# Gyrophaena nitidula
Gyrophaena nitidula är en skalbaggsart som först beskrevs av Leonard Gyllenhaal 1810.  Gyrophaena nitidula ingår i släktet Gyrophaena, och familjen kortvingar. Enligt den svenska rödlistan är arten nationellt utdöd i Sverige. . Arten har tidigare förekommit i Götaland men är numera lokalt utdöd. Artens livsmiljö är skogslandskap.